# Ataxia
Az ataxia (a görög ataxiā = „rendezettség hiánya” szóból) az izommozgások koordinációjának zavarából adódó bizonytalan és ügyetlen mozgást jelenti.
A kisagy (cerebellum) az izommozgások koordinációjának központja, melyhez az információkat a perifériás idegek, ezáltal pedig a gerincvelő szállítja. Mind a perifériás idegekben, mind a gerincvelőben bekövetkező sérülés, betegség okozhat ataxiát, melyet szenzoros ataxiának nevezünk. A cerebelláris ataxia a kisagy károsodása miatt jön létre.

## Mi okoz ataxiát?
- Veleszületett rendellenesség: Friedreich-ataxia
- Fertőzés: bárányhimlő
- Agyvelőgyulladás (encephalitis)
- Betegségek, léziók a központi idegrendszerben, fizikai trauma, szélütés, sclerosis multiplex
- Sugárzás
- Egyéb toxikus ágensek, mint a drogok vagy alkohol
- Cöliákia betegség, vagy gluténérzékenység

A dysdiadochokinesia a cerebelláris ataxia egyik jele.